# Nanna Nore
Nanna Nore, född i mars 1977, är en svensk skådespelerska bosatt i Malmö. Hon är dotter till författaren Marita Jonsson och arkitekten Jon Jonsson.
Nore började sin skådespelarbana som sexåring  genom gycklargruppen PAX. Hon har under åren bland annat spelat in film, teater och radioteater och illustrerat en bok. 2024 tog Nanna över som verksamhetsledare på Körsbärsgården på Gotland.

## Teater
- 1997 – Tigern av Dario Fo, regi Christer Hall, Teatergiveriet, Gotland
- 1998 – Jungfruleken av Jean Genet, regi Christer Hall, Teatergiveriet, Gotland
- 1999 – Kvinnornas decamerone av Julia Voznesenskaja, regi Catarina Gnosspelius, Teater PomoDori, Stockholm
- 2000 – Tiggare/Flykting, Andre Advokaten i Den Kaukasiska kritcirkeln av Bertolt Brecht, regi Martha Westin, Sommarteater på Krapperup, Skåne.
- 2001 – Flickan/Sekreterare 1 i Natt klockan 12 på dagen av Sidney Kingsley, regi Georg Malvius, Stockholms stadsteater
- 2001 – Väninnan/Städerskan/Hund/Sjuksköterska i En dåres anteckningar av Nikolaj Gogol, regi Petra Berg Holbek, Stockholms Stadsteater
- 2001 – Dockspelare i Peter och vargen och vänner av Sergej Prokofjev, Stockholms Akademiska orkester
- 2001 – Recitatör i Förklädd Gud av Lars-Erik Larsson, Malmö Akademiska Kör och Orkester på turné i Italien
- 2002 – Noaks Bror av Dick King-Smith, regi Christer Hall, Teatergiveriet, Gotland
- 2003 – Pukka Chukka, dansprojekt av Öllegård Goulos, regielev på teaterhögskolan i Malmö
- 2003 – Nativity av David Farr, regi Sture Ekholm, Varietéteatern Barbès & Teater Sagohuset
- 2003 – Häxa 3/Donalbain/Macduffs dotter/Lady Macbeth i Macbeth av William Shakespeare, regi Anette Norberg, Diplomarbete Teaterhögskolan i Malmö
- 2003 – Tredje kvinnan: modern i Välkommen till 2003 av Zawistowski, Levin m.fl, regi Marek Kostrzewski, Diplomarbete Teaterhögskolan i Malmö
- 2003 – Boan/Flyktingflickan i Kort besök i repornas land' (Eget projekt på Teaterhögskolan inspirerad av och framförd på Sopstationen, återvinningsvaruhus, i Malmö)
- 2004 – Nativity av David Farr, regi Sture Ekholm, Varietéteatern Barbès & Teater Sagohuset
- 2004 – Homo Ludens av Sachs, regi Christer Hall, Teatergiveriet, Gotland
- 2004 – Amman i Julia och Romeo av Sergej Prokofjev, koreografi/regi Roberto Galván, Skånes dansteater, turné i Ungern
- 2004 – Lyckad landning? av Christina Ouzounidis, regi Eva Wendt Robles, Malmö Dramatiska Teater
- 2005 – Jag älskar detta landet av Peter Turrini, regi Melanie Mederlind, Malmö Dramatiska Teater
- 2005 – Jojo- frilansjournalist i Den ärlige lögnaren av Klas Abrahamsson, regi Aslak Moe, Intiman
- 2005 – Agnes, m.fl. i Ett sekel utan ord Idé och Regi Kjell Stiernholm, Moomsteatern, Malmö.
- 2009 – Jag är bland dem som knappast finns och bara vet och bara minns av Nanna Nore, regi Nanna Nore, Trio Idun, Malmö
- 2010 – Vinden och Havet av Dan Svensson, regi Pelle Öhlund/Nanna Nore, Trio Idun. Malmö
- 2013 – Den sovande prinsen, regi Margareta Larsson, Koreografi Lotta Lagerström-Dyrssen, Teater Sagohuset
- 2014 – Märklin och Turbin av Ulf Stark, regi Stalle Ahrreman, Teater Sagohuset

## Film
- Husbonden (SVT) Anna Lohman Regi Kjell Sundvall (1989)
- The girlfriend story av Sara Jordenö (elev på Konsthögskolan i Malmö) (2000)
- PiratTV (SVT Malmö) Mamman i mimfamiljen Regi Gorki Glaser Müller  (2000)
- A commedy of masks (engelskproducerad kortfilm inspelad i Venedig om de olika karaktärerna i Commedia dell'arte.) Colombina, Regi Katriona Munthe. (2003)
- On the way to Fårö av Runa Islam, konstfilm i samarbete med Dunkerska kulturhuset i Helsingborg. (under arbete) (2004)
- Maria Wern - Dit ingen når (2016)

## Utbildning
- 1999-2003 Skådespelarutbildning 160p, Teaterhögskolan i Malmö
- 1997-1999 Studier vid Stockholms universitet, bland annat teatervetenskap 50p och italienska 18p
- 1995-1997 2-årig skådespelarutbildning på Scuola Teatrale Giovanni Poli, Teatro a l'Avogaria, Venedig